# Hirschberger von Königshain

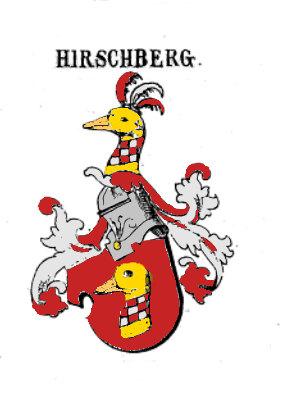
coloriertes Wappen nach Vorlage in J. Siebmacher’s großes und allgemeines Wappenbuch

Die Herren von Hirschberg, allgemein als Hirschberger bezeichnet, waren eine zunächst bäuerliche Fleischerfamilie aus Maiwaldau (auch: Maiwalde) bei Hirschberg, die später in Görlitz über mehrere Generationen hinweg im Rat saß. Nach der Auswanderung des Familienstammes nach Wartenberg in Böhmen nannten sie sich Hirschberg von Wartenberg oder auch Hirschberger von Königshain (auf Wartemberg).

## Geschichte
Die erste, sicher der hier behandelten Familie Hirschberg entstammende Person war ein Mathias (auch: Matthias) Hirsperger aus Maiwalde. Er war Fleischer und Kretschambesitzer. Zwar gab es einen Nicolaus von Hirschberg, in den Jahren 1366 und 1381 bis 1385 Guardian des Görlitzer Franziskanerklosters, doch gibt es keine nachgewiesene Verbindung zwischen ihm und der später nach Görlitz eingewanderten Familie Hirschberg. Bemerkenswert ist, dass auch die Familie Hirschberg aus Maiwalde dem Görlitzer Franziskanerkloster in naher Verbindung stand und ihm mehrmals Schenkungen zukommen ließ. Nicolaus von Hirschberg selbst legte im Jahr 1376 eine Klosterbibliothek an.
Mathias’ Sohn Bartholomäus († 19. April 1478) wanderte vor 1450 nach Görlitz ein und erwarb als Fleischer und mit seinem Kramladen ein hohes Vermögen. Im Jahr 145 wurde er Ratsherr und erwarb sich einigen Grundbesitz (Markersdorf, 1451; Lissa, 1460; Schlauroth und Königshain, 1465; Schönbrunn, 1468; Teile von Zodel, 1476).
Bartholomäus’ einziger Sohn Augustin († 1488) erbte den gesamten Besitz seines Vaters und war auch Ratsherr. Im Jahr 1479 belehnte der böhmische König Mathias Augustin mit Königshain und Lissa.
Augustins Sohn Bartholomäus II. († 1526) hielt Untertanen über Nacht auf seinen Höfen gefangen und geriet einmal mehr (er hatte wohl auch Ehebruch begangen) in „vielfachen erbitterten Streit“ mit dem Görlitzer Rat. Ein Patrimonialgericht müsse jeden „Häftling“ sofort an das königliche Gericht ausliefern. Im Jahr 1503 wurde er geächtet. Ähnlich verhielten sich die Gebrüder von Gersdorf, von denen Bartholomäus’ II. Großvater Bartholomäus I. noch Lissa erworben hatte. Auch sie wurden wegen der Gefangenhaltung von Untertanen zum ähnlichen Zeitpunkt geächtet. Bereits 1493 hatte Bartholomäus seine Besitztümer in Markersdorf, Lissa und Zodel verkauft, im Jahr nach seiner Ächtung verkaufte er auch Königshain und zwar an Hans Frenzel.
Danach wanderte er im Jahr 1519 nach Wartenberg (Stammsitz der Wartenberger) und erwarb am 1. Oktober 1504 die Herrschaft Wartenberg. Er nannte sich von Hirschberg, Hirschberg von Wartenberg und in einem Schreiben an den Görlitzer Rat Ritter von Wartemberg. Im Jahr 1531 schloss er mit Johann von Wartenberg einen Vertrag „über den Grenzteich“. Eine seiner Töchter ging im Jahr 1508 ins Kloster Liebenthal, eine weitere heiratete Hans von Penzig. Bartholomäus’ Söhne waren Caspar und Erasmus.
Belegt durch einen Reisebericht in Form eines Schreibens des Görlitzer Rats, ist ein Besuch des Liegnitzer Herzogs Heinrich XI. am 15. Oktober 1580 bei Caspar und/oder Erasmus Hirschberger auf Wartenberg bezeugt.
Caspar ist als Besitzer der Herrschaft Wartenberg überliefert. Er hatte zwei Söhne: Balthasar († 1581) und Heinrich († kurz vor 1575). Balthasar hat Caspars Bruder Erasmus, also seinen eigenen Onkel, um 1530 in Wartenberg „auf den Brücken“ erstochen. Caspar zeugte Caspar II. († 1595), Anna, Magdalena und Agnes. Heinrich zeugte Erasmus II., Dorothea (verheiratet mit Bohuslav Mazanec, böhmischer Unterstadtschreiber) und Katharina. Erasmus II. († 4. Januar 1598) studierte an der 1558 an der Universität Frankfurt/Oder und war verheiratet mit Helena Schkopek.
Caspar II. hinterließ Caspar III., Margarete, Ludmila, Balthasar II. und Erasmus III.
Erasmus III. heiratete im Jahr 1616 Anna, Tochter des Nicolaus Otto von Mühlen auf Türmitz und Witwe des Heinrich von Bühnau auf Tetschen.
Balthasar und Erasmus nahmen an der böhmischen Rebellion Teil, weswegen ihnen der böhmische Landesherr Ferdinand II. im Dreißigjährigen Krieg die Herrschaft Wartenberg entzog. Balthasar Hirschberger von Königshain, mutmaßlich derselbe, verweilte im September 1625 in Zittau. Maria Hirschberger von Königshain, wahrscheinlich eine Tochter der zuletzt genannten Brüder, „ersuchte“ im Jahr 1624 den Kurfürsten von Sachsen und bat „zu ihrer ‚Leibeserhaltung‘“ um einen finanziellen Abschlag ihres ererbten Gutes Wartenberg.
Ein Johann Hirschberger von Königshain, Amtmann der böhmischen Königin Eleonora Gonzaga, erhielt im Jahr 1636 den böhmischen Adelsstand, wobei allerdings eine Adelsbestätigung im k. k. Adelsarchiv in Wien fehlt.

## Wappen

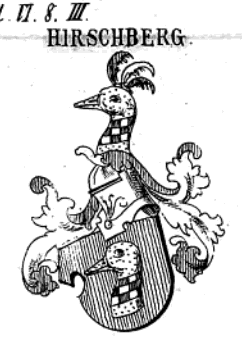
Wappen in J. Siebmacher’s großes und allgemeines Wappenbuch, 1894

Als Wappen führten die Hirschberger im roten Schild einen goldenen Vogelrumpf mit von rot und silber geschachtem Halsband. Helmdecken: rot-silbern; Helmzier: entsprechend dem Wappenbild; Federn: rot-silber-rot.